# Тунелі Ла-Бюсьєр і Шалоссе
Тунелі Ла-Бюсьєр і Шалоссе (фр. Tunnel de La Bussière) — це два автомагістральні тунелі, відстань між якими 1 200 метрів, через які проходить автомагістраль А89, відкриті в січні 2013 року.
Тунелі розташовані на схід від тунелю Віоле, у центрально-східній частині департаменту Рона, за кілька кілометрів від департаменту Луара. Тунель Бюсьєр і входи/виходи тунелю Шалоссе розташовані на території Сен-Марсель-л'Еклер, центральна частина останнього проходить під муніципалітетом Тарраре.

## Тунель Ла-Бюсьєр
Розпочатий у лютому 2010 року тунель був завершений у липні 2012 року. Тунель Ла-Бюсьєр складається з 2 труб, кожна з яких має 2 смуги, довжиною 1 050 метрів. Він розташований на північ від комуни Сен-Марсель-л'Еклер, на краю Тарраре, на висоті близько 500 метрів, перетинаючи пагорб висотою 620 метрів, з якого відкривається вид на місто Тарраре.

## Тунель Шалоссе
Початий у квітні 2010 року тунель Шалоссет був завершений у липні 2012 року. Він складається з 2 труб по 2 смуги довжиною 750 метрів. Два входи/виходи розташовані на північ від муніципалітету Сен-Марсель-л'Еклер, але більша частина тунелю знаходиться під територією муніципалітету Тарраре (єдина ділянка A89, що проходить через цей муніципалітет). Він перетинає, на висоті близько 500 метрів, північну сторону пагорба, вкритого лісом Шалоссет, з якого відкривається вид на місто Тарраре на південний схід.
За 400 метрів на схід від східного виходу з тунелю розташований Віадук Ґутт-Віньоль.